# Merzomyia
Merzomyia is een geslacht van insecten uit de familie van de Boorvliegen (Tephritidae), die tot de orde tweevleugeligen (Diptera) behoort.

## Soorten
- M. westermanni: Jakobskruiskruidboorvlieg (Meigen, 1826)